# Kaneen
Kaneen är ett efternamn med ursprung från manx. Det är en sammandragning av Mac Cianin, vilket betyder ”son till Cianin”.